# Sara Krnjić
Sara Krnjić (Újvidék, 1991. július 15. –) szerb-magyar kettős állampolgárságú olimpiai bronzérmes, Európa-bajnok kosárlabdázó, az Atomerőmű KSC Szekszárd játékosa.

## Pályafutása

### Klubcsapatokban
Sara Krnjić Újvidék született, pályafutását pedig a ŽKK Vojvodina csapatában kezdte. 2008-ban szerződött Magyarországra, a MIZO Pécs csapatához. Három szezonon át szerepelt Pécsett, bajnok és kupagyőztes lett a csapattal, valamint szerepelt az Euroligában. 2011-ben a MKB-Euroleasing Sopron játékosa lett. Itt négyszer lett bajnok és ugyanennyiszer nyert országos kupát is. 2017 nyarán az Atomerőmű KSC Szekszárd igazolta le. Magyar Kupa-győztes és bajnoki ezüstérmes lett a csapattal, majd a 2018-2019-es szezon előtt az UNI Győr csapatában folytatta pályafutását.

### A válogatottban
2007-ben U18-as Európa-bajnokságot nyert a szerb válogatottal. A 2014-es női kosárlabda-világbajnokságon nyolcadik helyen végzett a csapattal, majd egy évvel később, a Budapesten rendezett 2015-ös női kosárlabda-Európa-bajnokságon aranyérmet szerzett a nemzeti csapattal, ami a szerb női kosárlabdázás addigi legnagyobb sikere volt. A 2016-os riói olimpián tagja volt a bronzérmet szerző válogatottnak.

## További információ
- Sara Krnjić, eurobasket.com
- Sara Krnjić Archiválva 2015. szeptember 24-i dátummal a Wayback Machine-ben, fiba.com
- Sara Krnjić,  fibaeurope.com